# 2018 في تونس
تحتوي هذه المقالة على أهم الأحداث التي شهدتها تونس في 2018، إضافة إلى أهم الشخصيات التونسية المولودة والمتوفية في هذه السنة.

## الحكم
- رئيس الجمهورية التونسية: الباجي قائد السبسي (منذ 31 ديسمبر 2014).
- رئيس الحكومة التونسية: يوسف الشاهد (منذ 27 أغسطس 2016).
- رئيس مجلس نواب الشعب: محمد الناصر (منذ 4 ديسمبر 2014).
- الحكومة: حكومة يوسف الشاهد.
- مجلس نواب الشعب: المدة النيابية الأولى.

## الأحداث

### يناير
- يناير: موجة احتجاجات ضد ميزانية 2018.[1]
- 4 يناير: طيران الإمارات تستأنف رحلاتها إلى تونس بعد توقفها إثر أزمة اندلعت 24 ديسمبر 2017.[2]
- 20 يناير: قوات أمنية تقتل قيادي جزائري في تنظيم القاعدة في بلاد المغرب الإسلامي وتصيب آخرين في كمين نصب لهم قرب سبيطلة.[3]
- 23 يناير: وزراء مالية الاتحاد الأوروبي يسحبون تونس وسبعة دول أخرى من القائمة السوداء للملاذات الضريبية بعد تصنيفها في 5 ديسمبر 2017.[4]
- 27 يناير: منتخب تونس لكرة اليد يفوز ببطولة أفريقيا لكرة اليد للرجال 2018 محرزا لقبه العاشر.[5]

### فبراير
- 7 فبراير: الاتحاد الأوروبي يدرج تونس في القائمة السوداء للدول الأكثر عرضة لغسل الأموال وتمويل الإرهاب.[6]
- 14 فبراير: محافظ البنك المركزي التونسي الشاذلي العياري يقدم استقالته لرئيس الحكومة يوسف الشاهد.[7]
- 15 فبراير: مجلس نواب الشعب يوافق على تعيين مروان العباسي كمحافظ جديد للبنك المركزي التونسي.[8]

### أبريل
- 6 - 15 أبريل: الدورة 34 من معرض تونس الدولي للكتاب.
- أبريل: الدورة 5 من أيام قرطاج الموسيقية.

### مايو
- 6 مايو: الانتخابات البلدية التونسية 2018.

### يوليو
- 13 يوليو - 15 أغسطس: الدورة 54 من مهرجان قرطاج الدولي.
- يوليو - أغسطس: الدورة 54 من المهرجان الدولي بالحمامات.
- يوليو - أغسطس: الدورة 32 من المهرجان الدولي للموسيقى السمفونية بالجم.

### سبتمبر
- 22 سبتمبر: حدوث فياضانات في ولاية نابل شمل شرقي البلاد أدت إلى مقتل 6 أشخاص وتسببت في أضرار مادية كبيرة.

### أكتوبر
- أكتوبر: الدورة 29 من أيام قرطاج السينمائية.

### نوفمبر
- نوفمبر: الدورة 20 من أيام قرطاج المسرحية.
- 9 نوفمبر: الترجي الرياضي التونسي يحرز لقب رابطة الأبطال الإفريقية.

### ديسمبر
- ديسمبر: الدورة 51 من المهرجان الدولي للصحراء بدوز.

## الرياضة في تونس
- الدوري التونسي لكرة القدم 2017-2018
- الدوري التونسي لكرة القدم 2018-2019
- كأس تونس للكرة الطائرة للرجال 2017-2018
- كأس تونس للكرة الطائرة للرجال 2018-2019
- كأس تونس لكرة السلة للرجال 2017-2018
- كأس تونس لكرة السلة للرجال 2018-2019
- كأس تونس لكرة اليد للرجال 2017-2018
- كأس تونس لكرة اليد للرجال 2018-2019
- بطولة تونس لألعاب القوى 2018
- بطولة تونس لكرة السلة للرجال 2017-2018
- بطولة تونس لكرة السلة للرجال 2018-2019
- الرابطة التونسية المحترفة الثانية لكرة القدم 2017-2018
- الرابطة التونسية المحترفة الثانية لكرة القدم 2018-2019
- الدوري التونسي لكرة اليد 2017-2018
- الدوري التونسي لكرة اليد 2018-2019
- بطولة تونس للجودو 2018
- بطولة تونس للسباحة 2018
- بطولة تونس لكرة الطاولة 2018
- بطولة تونس للكرة الطائرة للرجال 2017-2018
- بطولة تونس للكرة الطائرة للرجال 2018-2019
- كأس تونس لكرة القدم 2017-2018
- كأس تونس لكرة القدم 2018-2019

## وفيات
- 12 فبراير: محمد الترخاني، لاعب كرة قدم سابق مع الترجي الرياضي التونسي.
- 12 فبراير: فتحية مزالي، سياسية ووزيرة.
- 14 فبراير: مفيدة المصمودي، مؤسسة دار المصمودي للحلويات.
- 21 فبراير: الطيب الوحيشي، مخرج سينمائي.
- 15 مارس: محمد الصياح، سياسي.
- 2 أبريل: صالح الزغيدي، ناشط حقوقي ونقابي.
- 9 أبريل: بكار توزاني، سياسي.
- 28 أبريل: شكري ماموغلي، جامعي وسياسي.
- 19 مايو: مية الجريبي، سياسية ومناضلة حقوق.
- 2 يونيو: حسين الواد، أكاديمي وشاعر وناقد وروائي.
- 14 يونيو: منجي الكعلي، سياسي ومحامي.
- 18 يونيو: صالح بن مباركة، سياسي.
- 19 يونيو: لسعد ذياب، لاعب كرة قدم.
- 13 أغسطس: خديجة السويسي، ممثلة.
- 15 نوفمبر: قاسم كافي، مغني وملحن شعبي.
- 16 نوفمبر: حاتم بالرابح، ممثل.
- 25 نوفمبر: المنصف الأزعر، ممثل وكاتب سيناريو ومسرحي.

## مقالات ذات صلة
- 2018 في أوروبا
- 2018 في أفريقيا
- 2018 في أمريكا
- 2018 في آسيا
- 2018 في أوقيانوسيا.